# Dwayaangam cornuta
Dwayaangam cornuta är en svampart som beskrevs av Descals 1982. Dwayaangam cornuta ingår i släktet Dwayaangam och familjen vaxskålar.   Inga underarter finns listade i Catalogue of Life.